# Phoenicagrion
Phoenicagrion is een geslacht van libellen (Odonata) uit de familie van de waterjuffers (Coenagrionidae).

## Soorten
Phoenicagrion omvat 6 soorten:
- Phoenicagrion flammeum (Selys, 1876)
- Phoenicagrion flavescens Machado, 2010
- Phoenicagrion ibseni Machado, 2010
- Phoenicagrion karaja Machado, 2010
- Phoenicagrion megalobos Machado, 2010
- Phoenicagrion paulsoni von Ellenrieder, 2008